# Museo della stampa e stampa d'arte Andrea Schiavi
Il Museo della stampa e stampa d'arte è un museo situato nel comune di Lodi, inaugurato nel giugno 2008 e dedicato ad Andrea Schiavi, che ha raccolto numerosissime macchine di vario genere. Nel museo si possono trovare diverse macchine come le stampatrici tipografiche, i torchi, le matrici e molte macchine da scrivere, comprese le monotype e le lynotipe.

## Storia
Il Museo della stampa e stampa d'arte a Lodi "Andrea Schiavi", inaugurato nel giugno 2008, occupa i locali (circa duemila metri quadrati) della ex tipografia Lodigraf, attiva fino all'inizio degli anni Ottanta del secolo scorso. L'associazione fondatrice del museo si è invece costituita il 7 ottobre 2005.

## Percorso espositivo
Tra i vari oggetti esposti ve ne sono alcuni che hanno una curiosa storia di stampa e di eventi.
La macchina per stampa "Optima", costruita nel 1920 dalla fabbrica Nebiolo di Torino, con cinghia ad albero centrale, è stata utilizzata e messa in funzione per le riprese della miniserie televisiva M - Il figlio del secolo. La macchina, del peso di 2800kg e insieme ad altri arredi, è stata trasportata negli studi di Cinecittà a Roma per ricostruire una tipografia degli anni '20.
Nel museo è presente un torchio calcografico in legno, datato 1790, che è stato utilizzato, e poi donato, dalla casa editrice Ricordi per la stampa di spartiti musicali.

## Galleria d'immagini

### Stampatrici

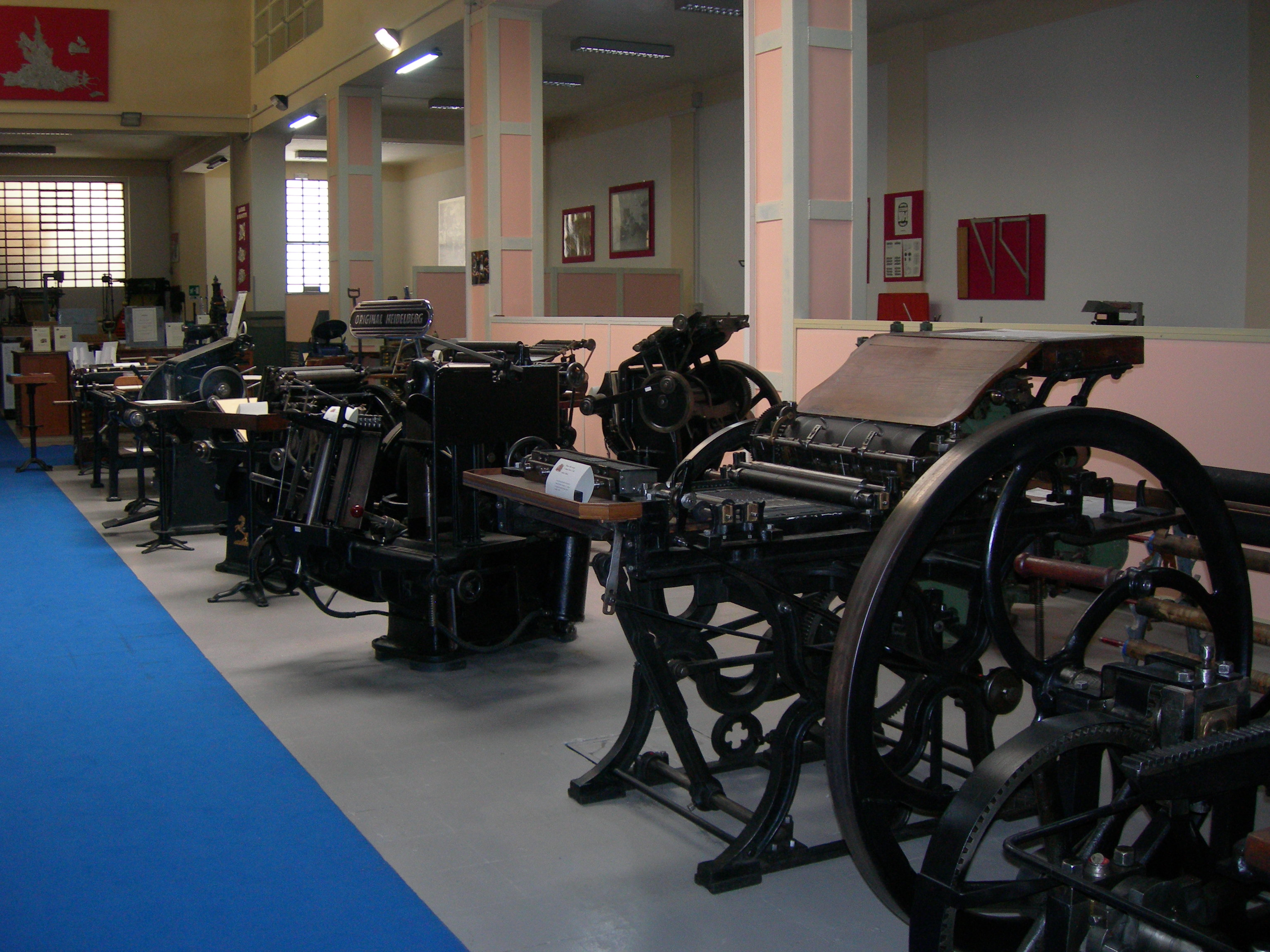
Stampatrici
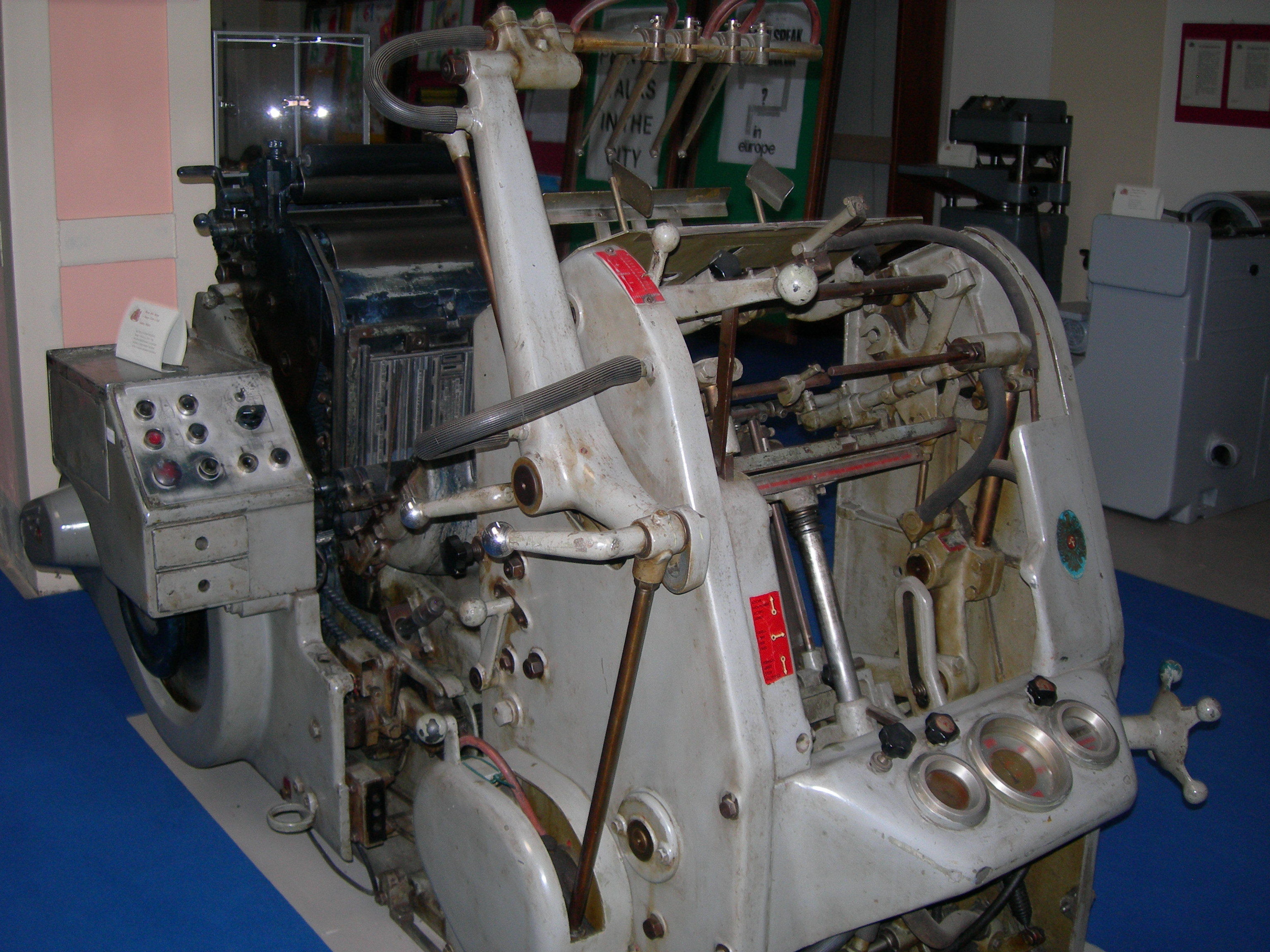
Stampatrice
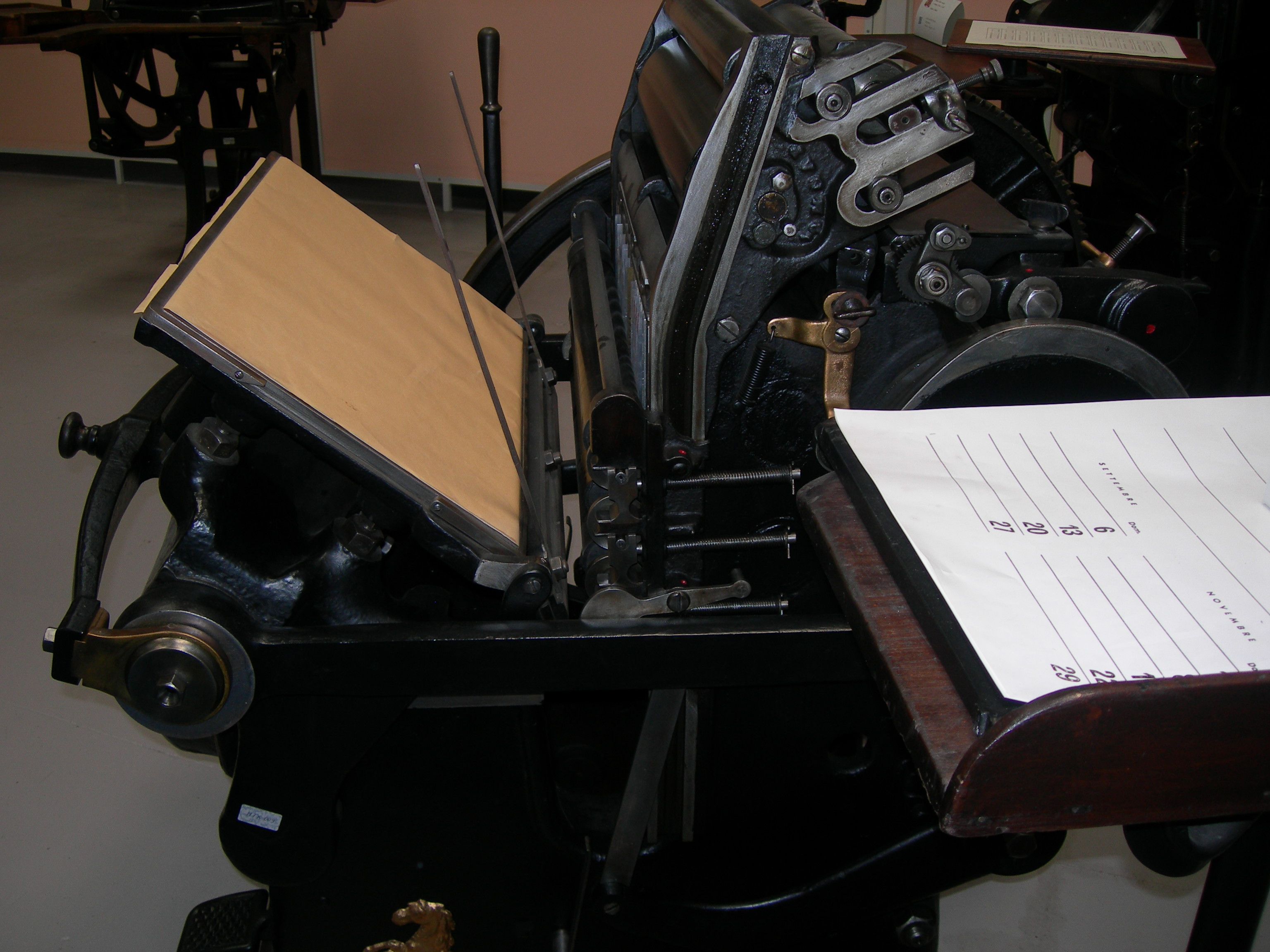
Stampatrice d'epoca
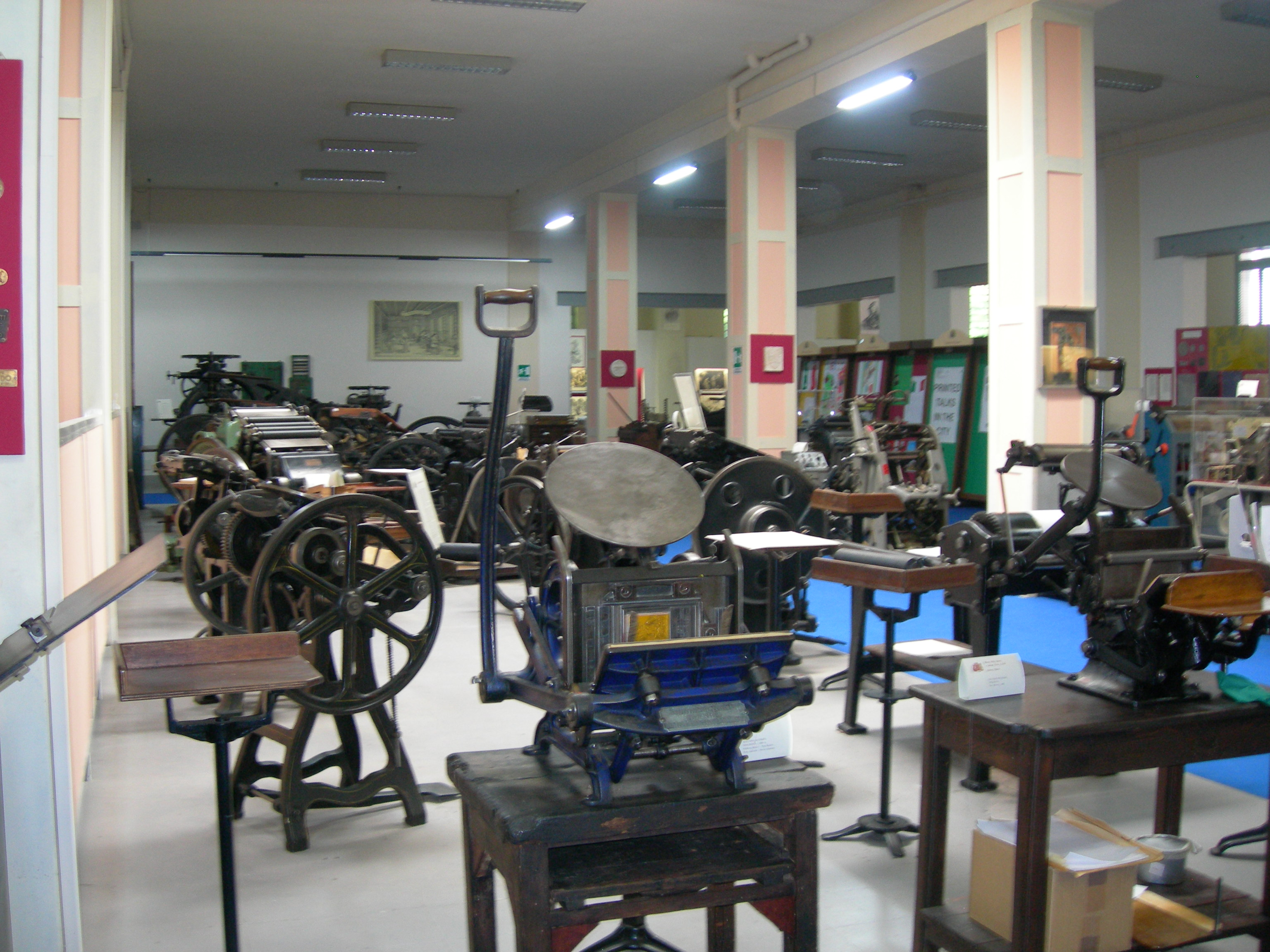
Altra angolazione della sala

### Torchi e matrici

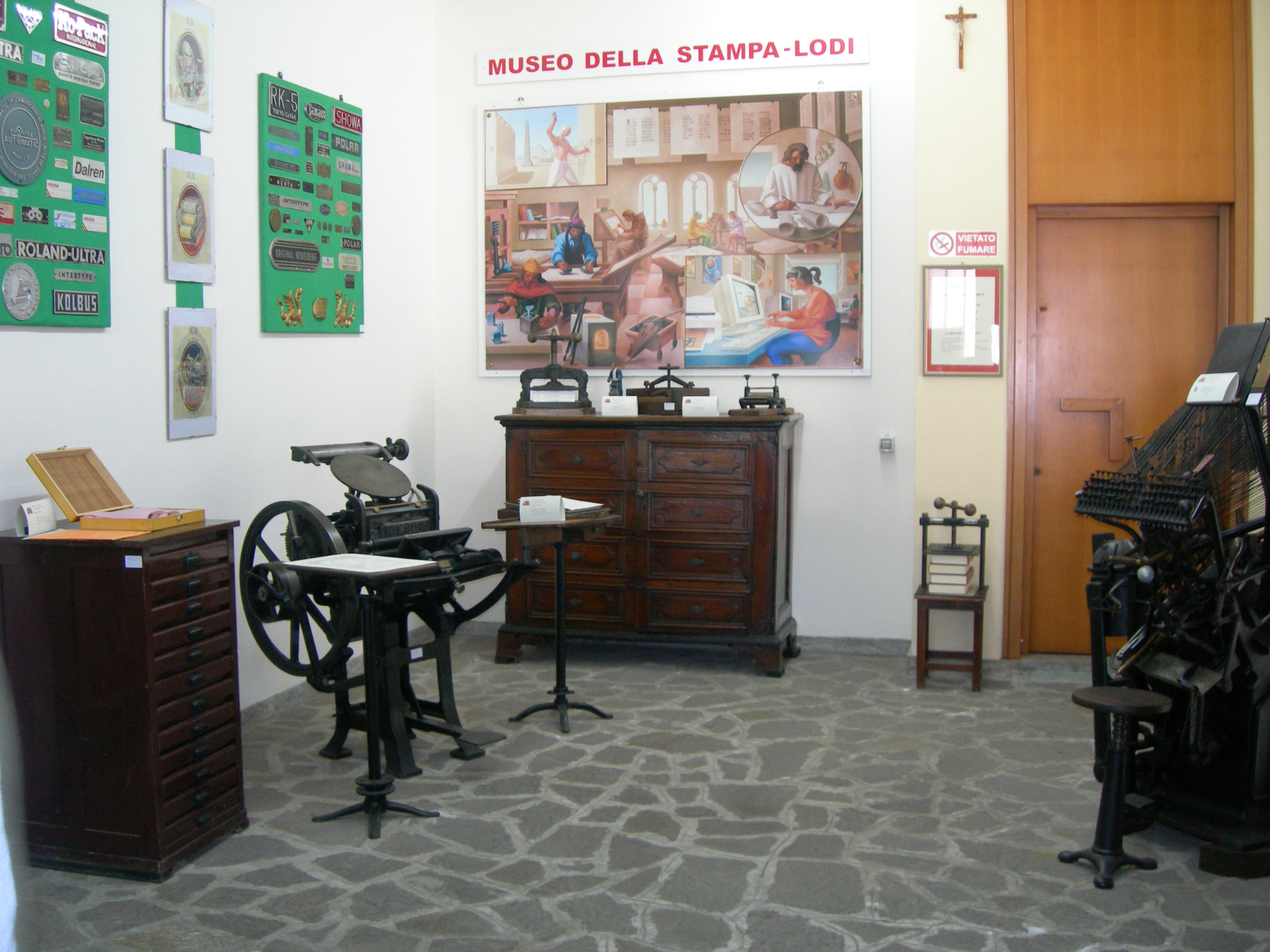
Sala
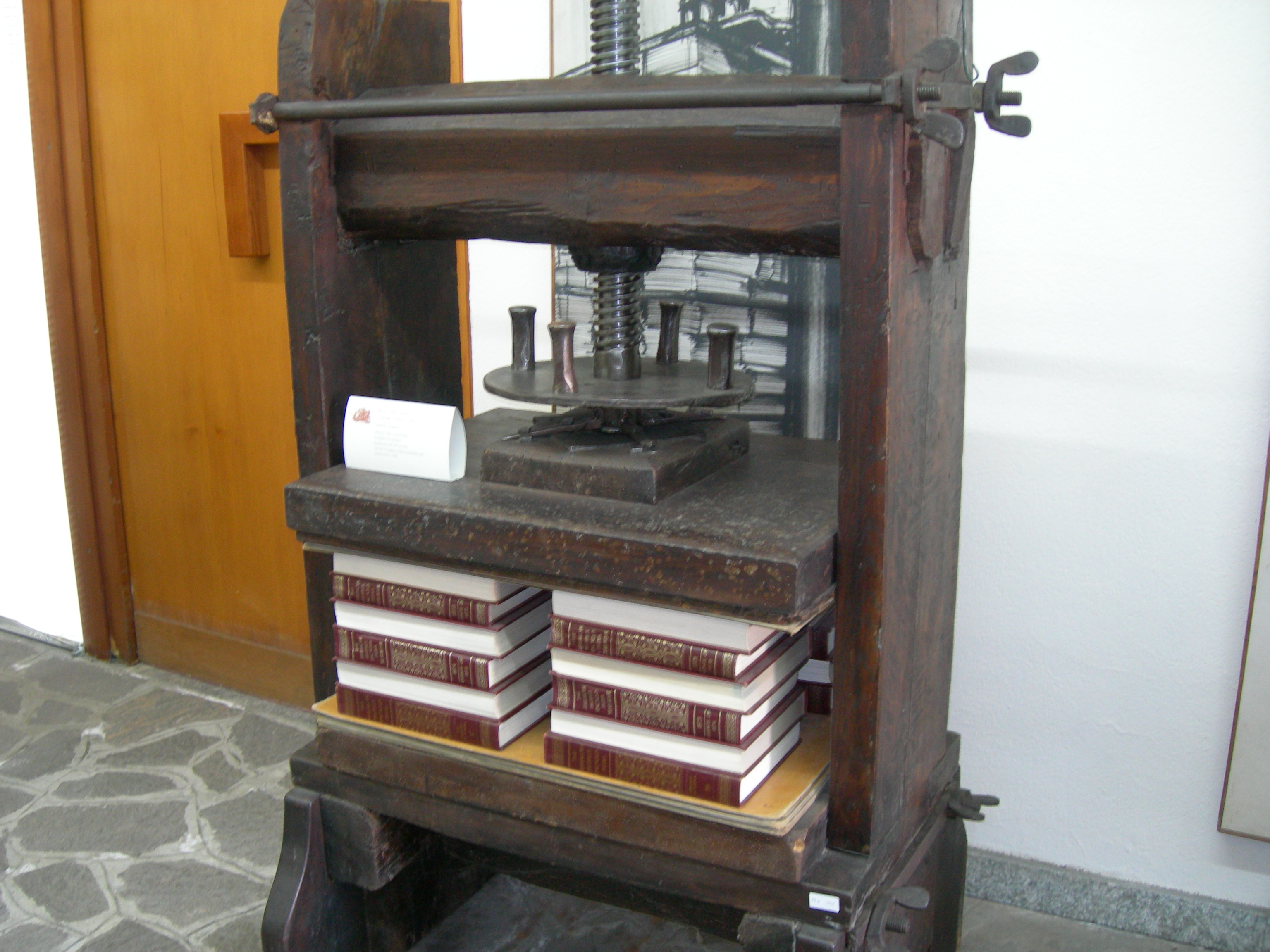
Torchio
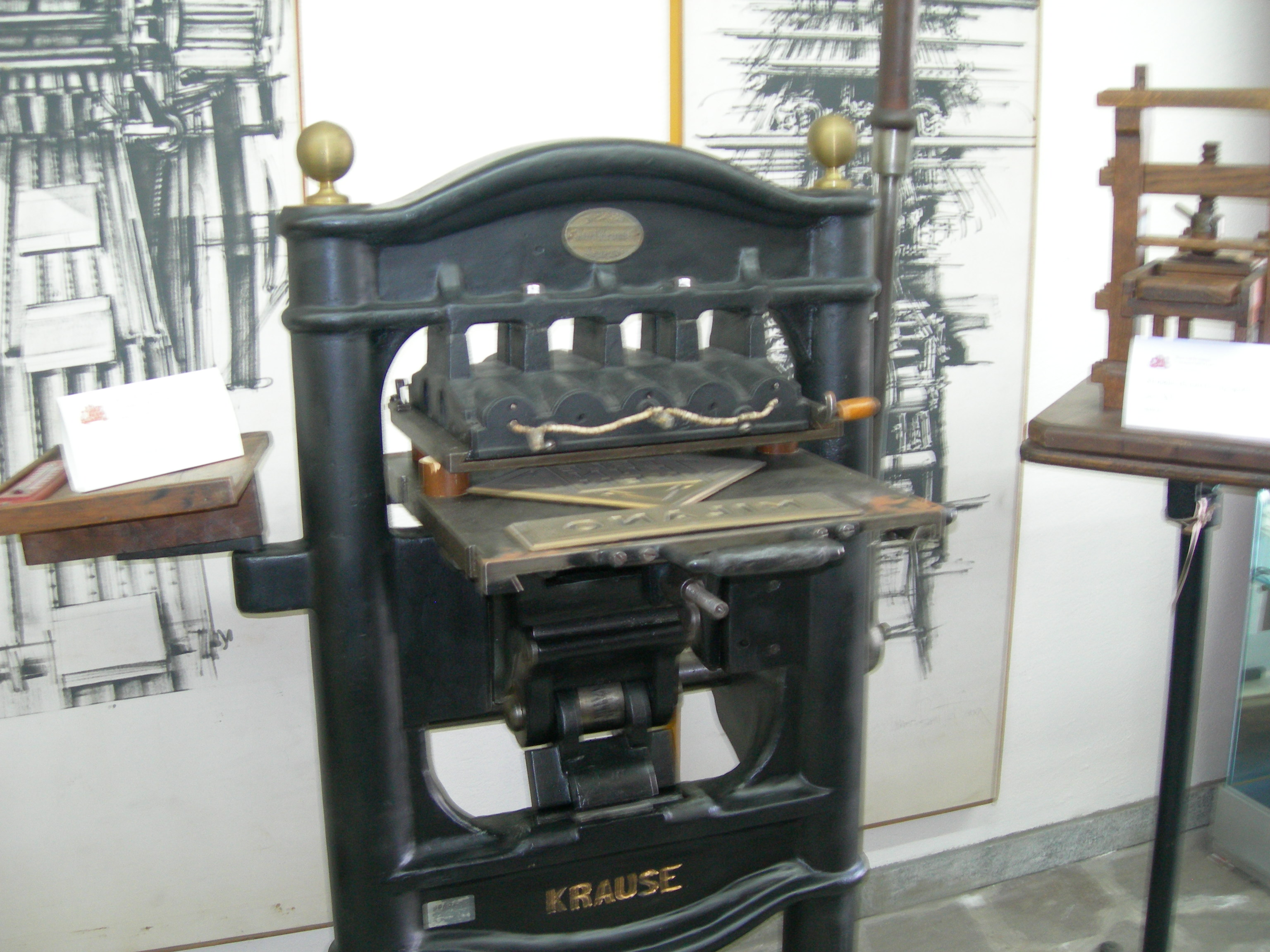
Matrice

### Rilegatrici

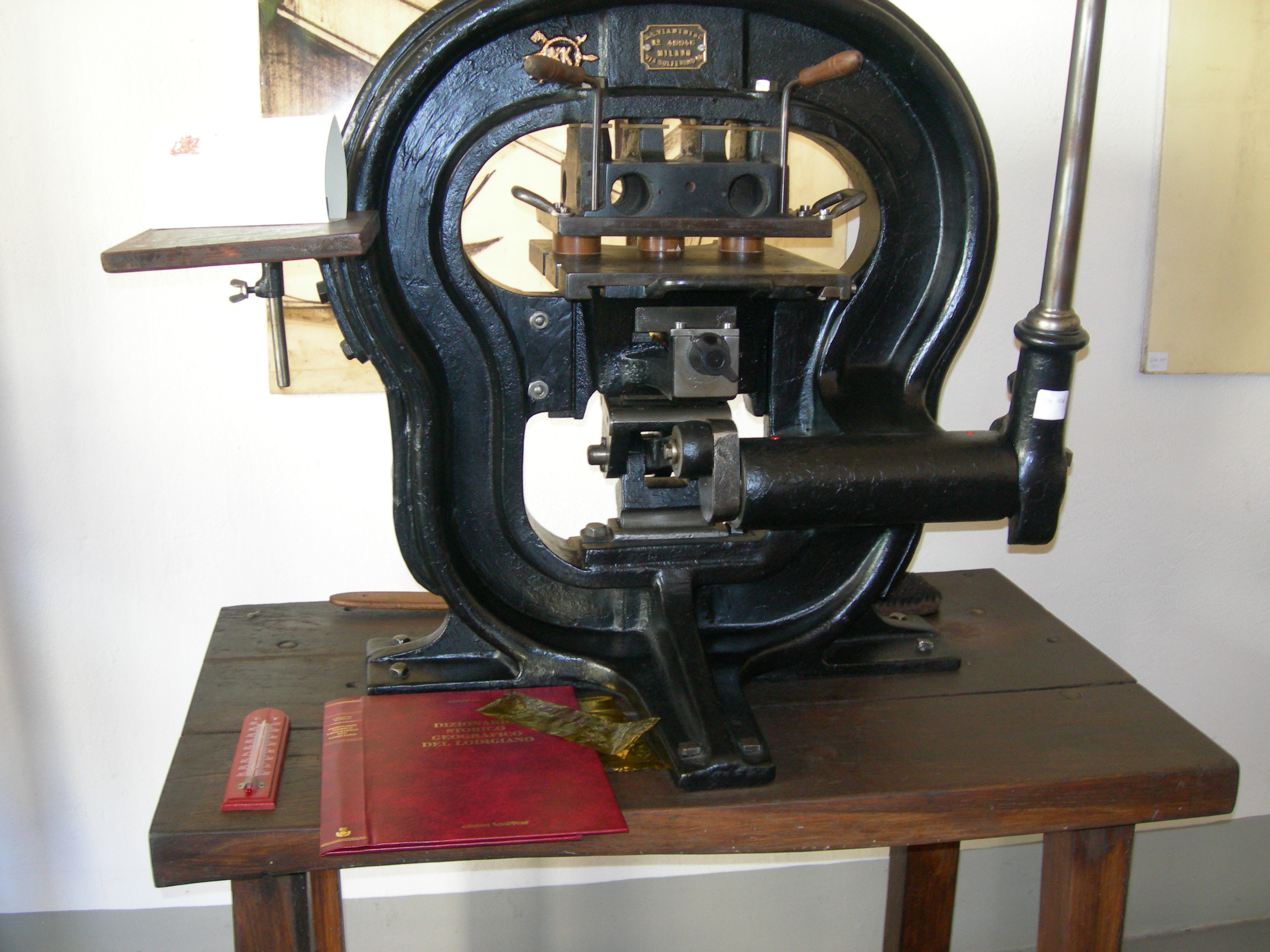
Rilegatrice
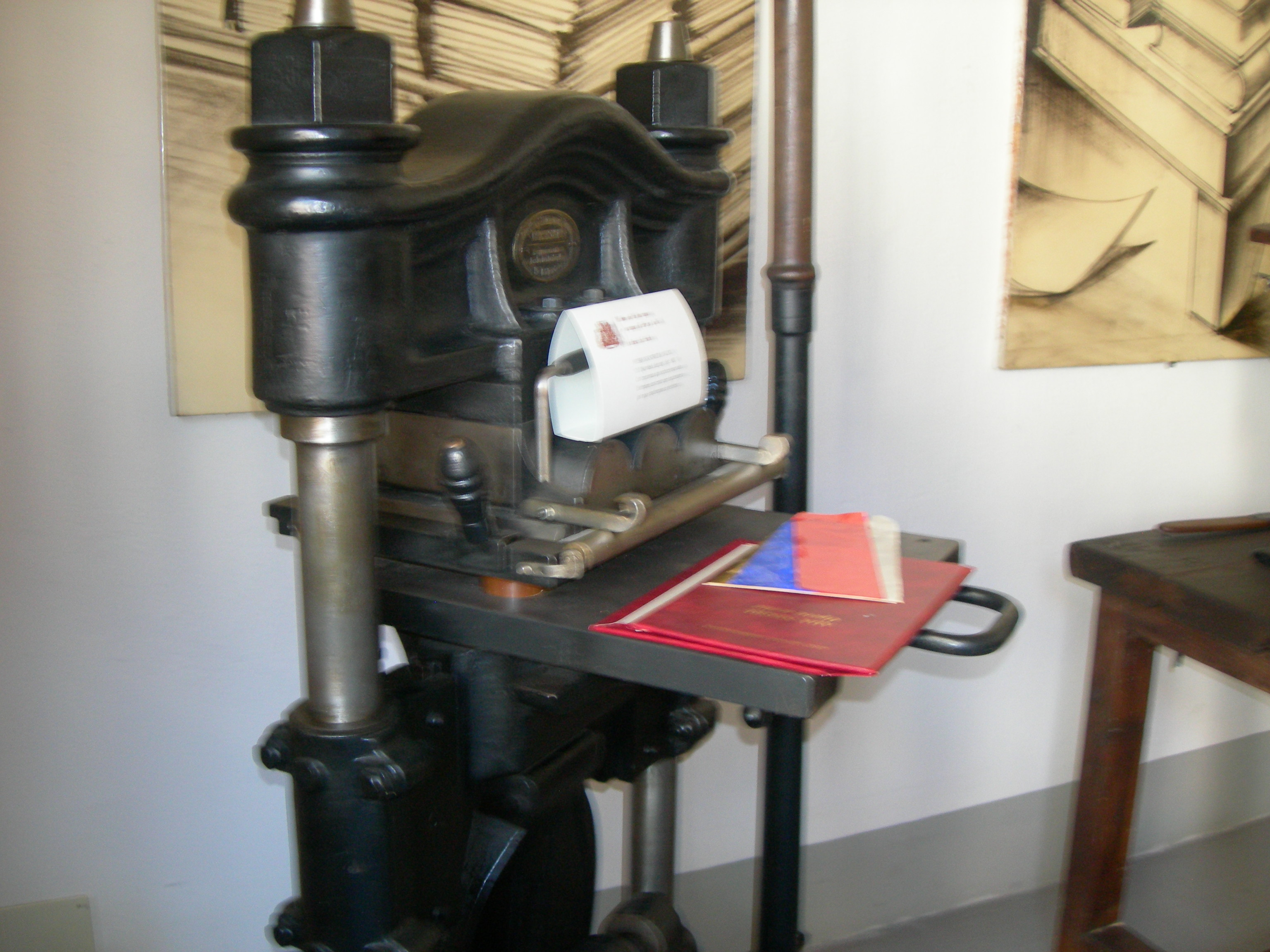
Rilegatrice
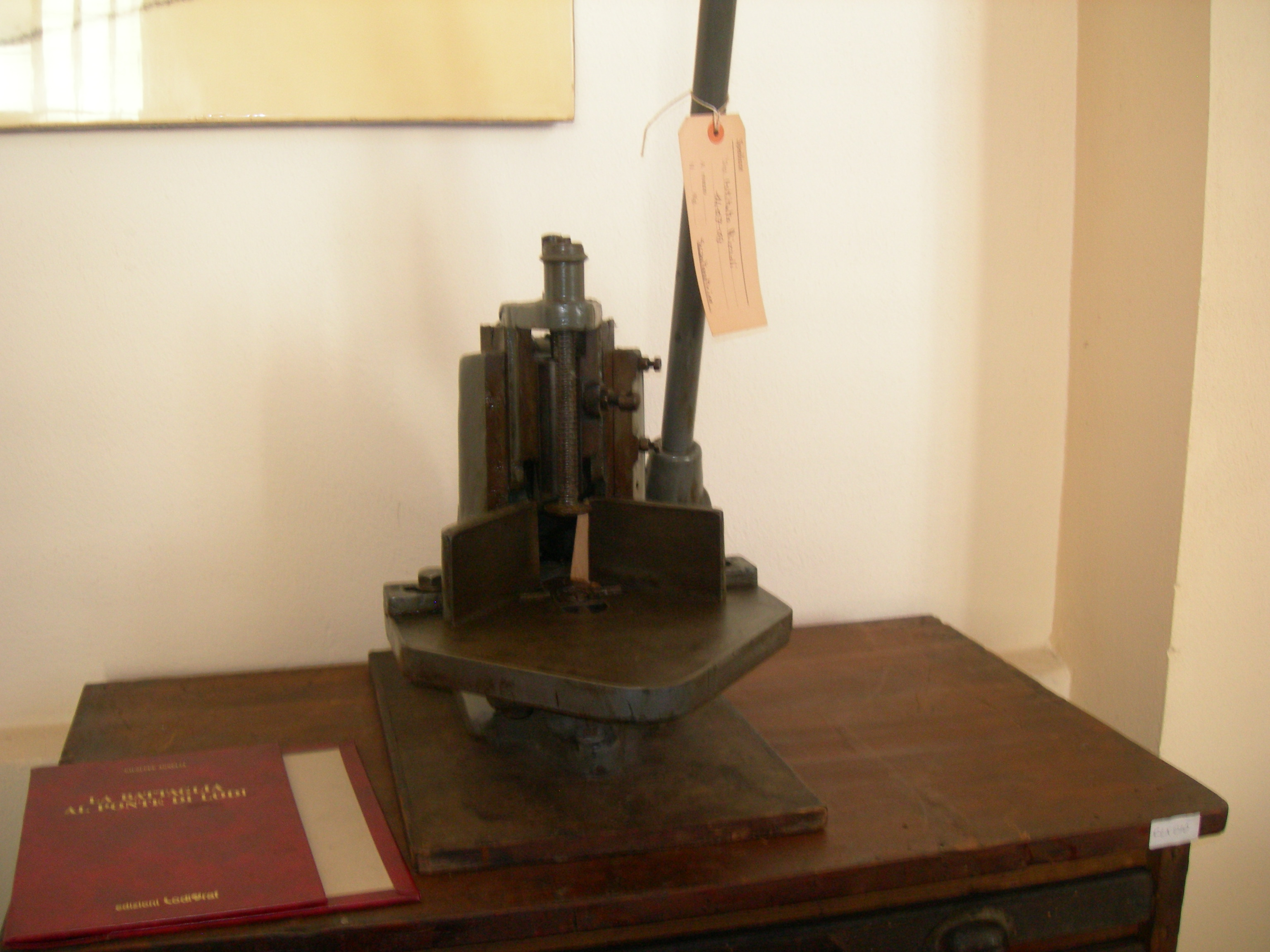
Rilegatrice
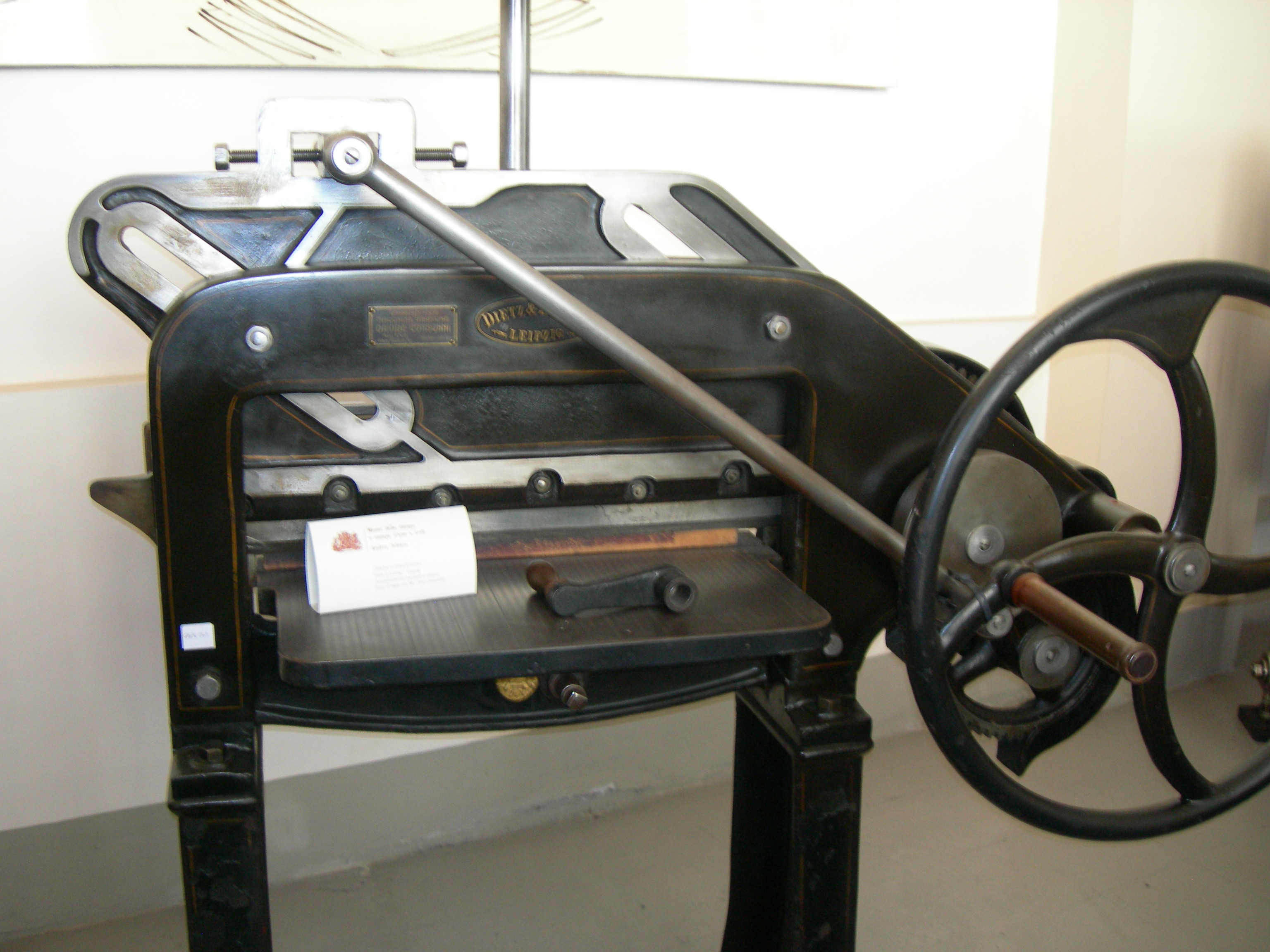
Rilegatrice
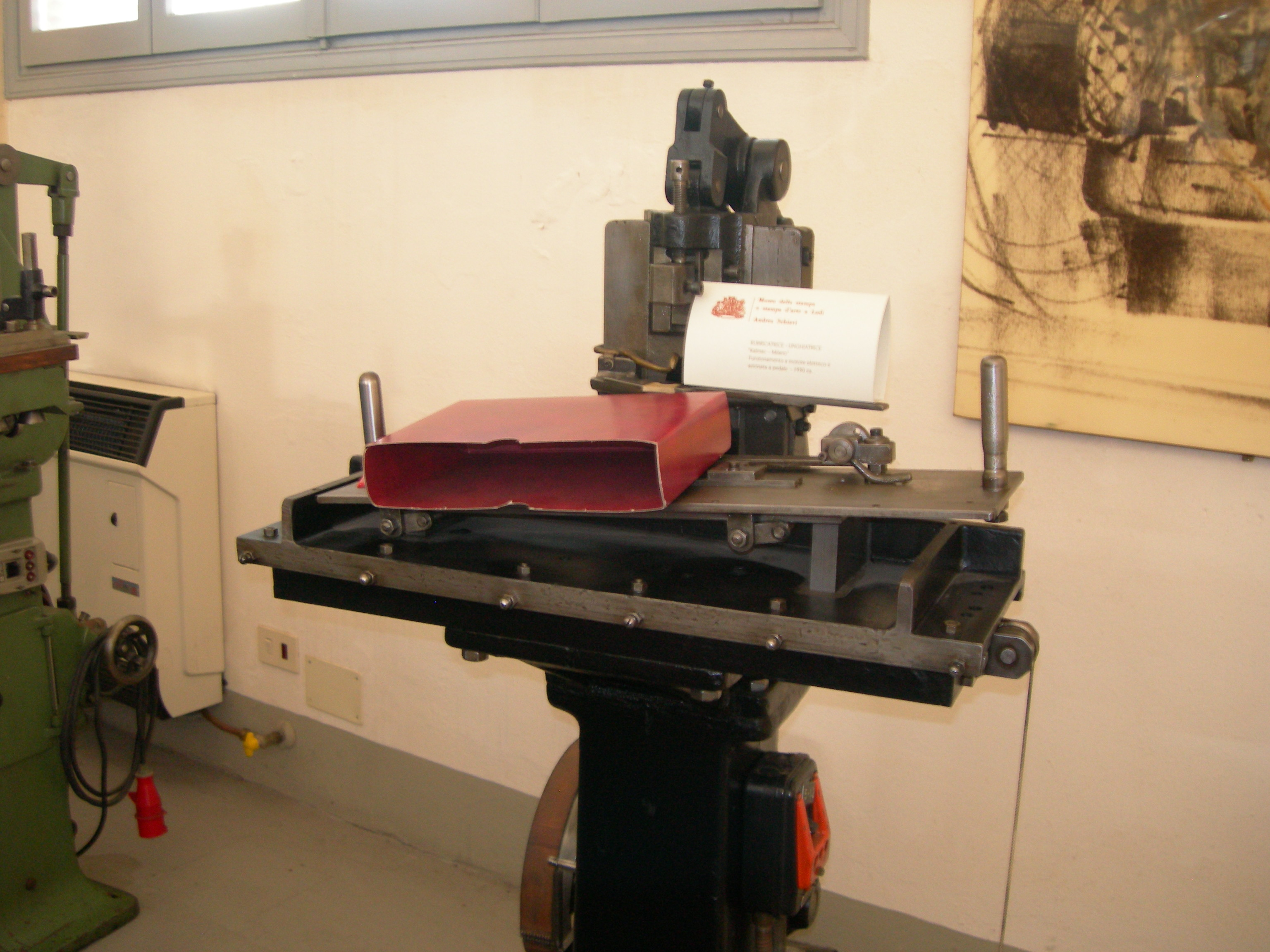
Rilegatrice
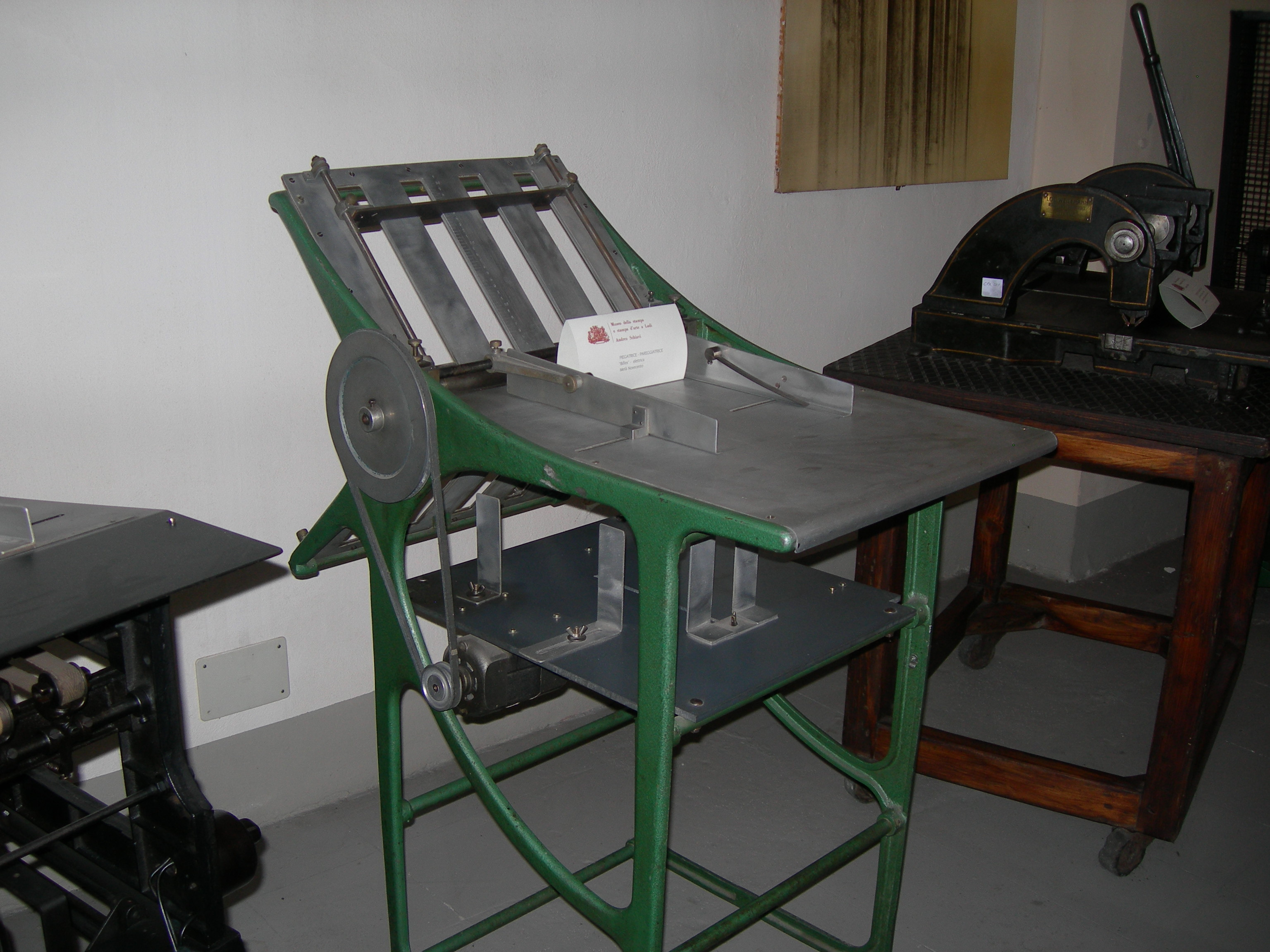
Rilegatrice
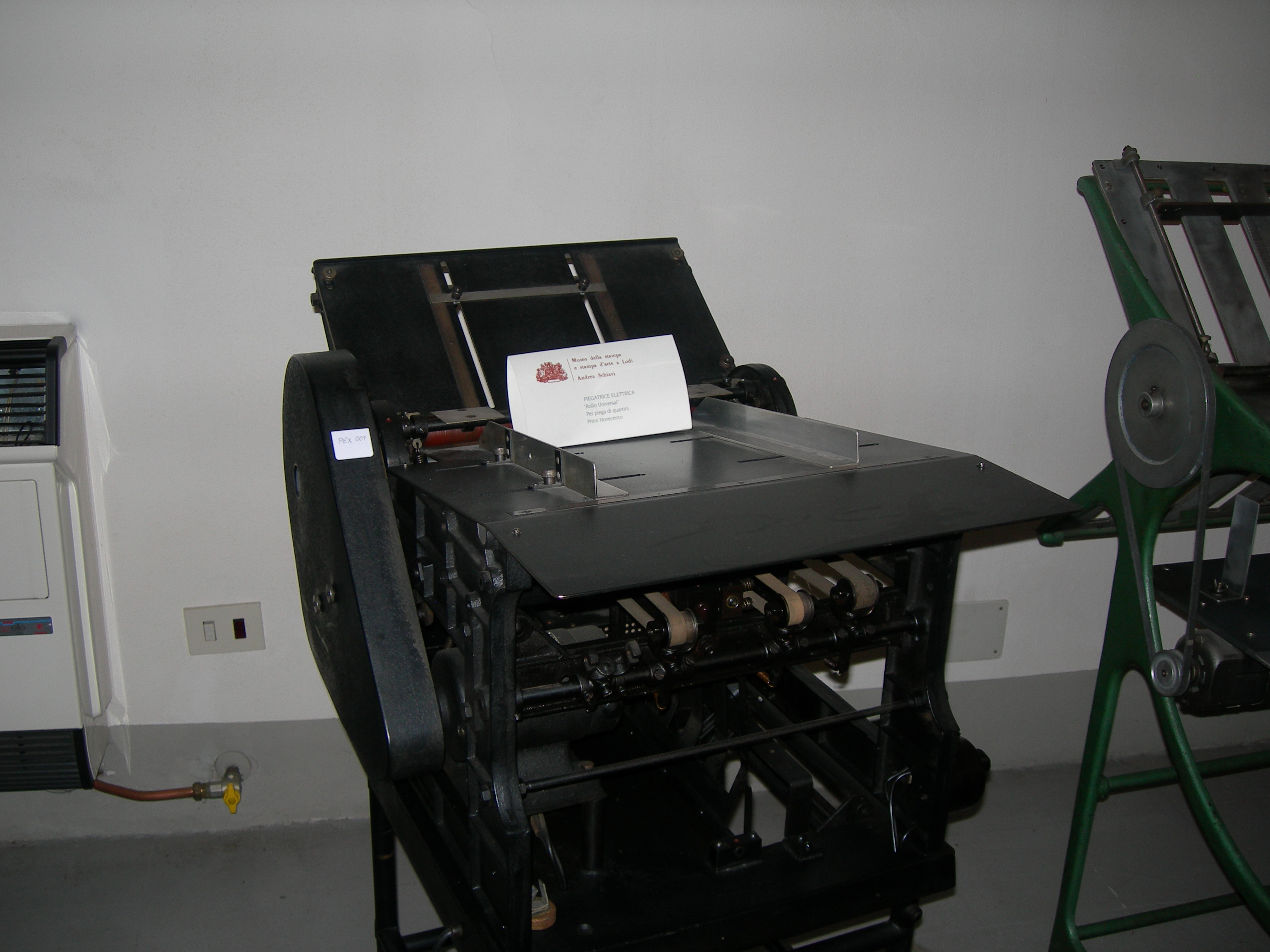
Rilegatrice
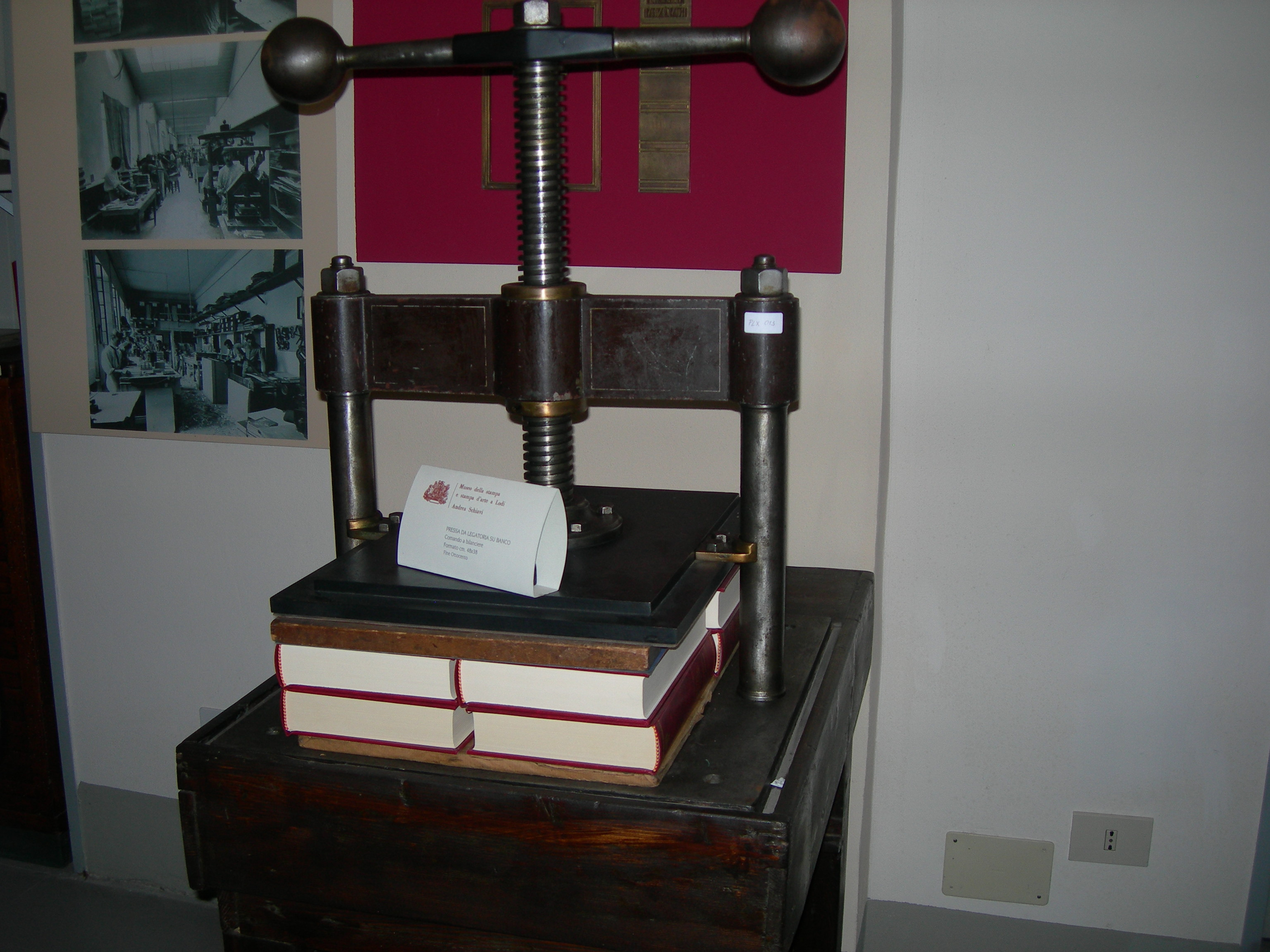
Rilegatrice
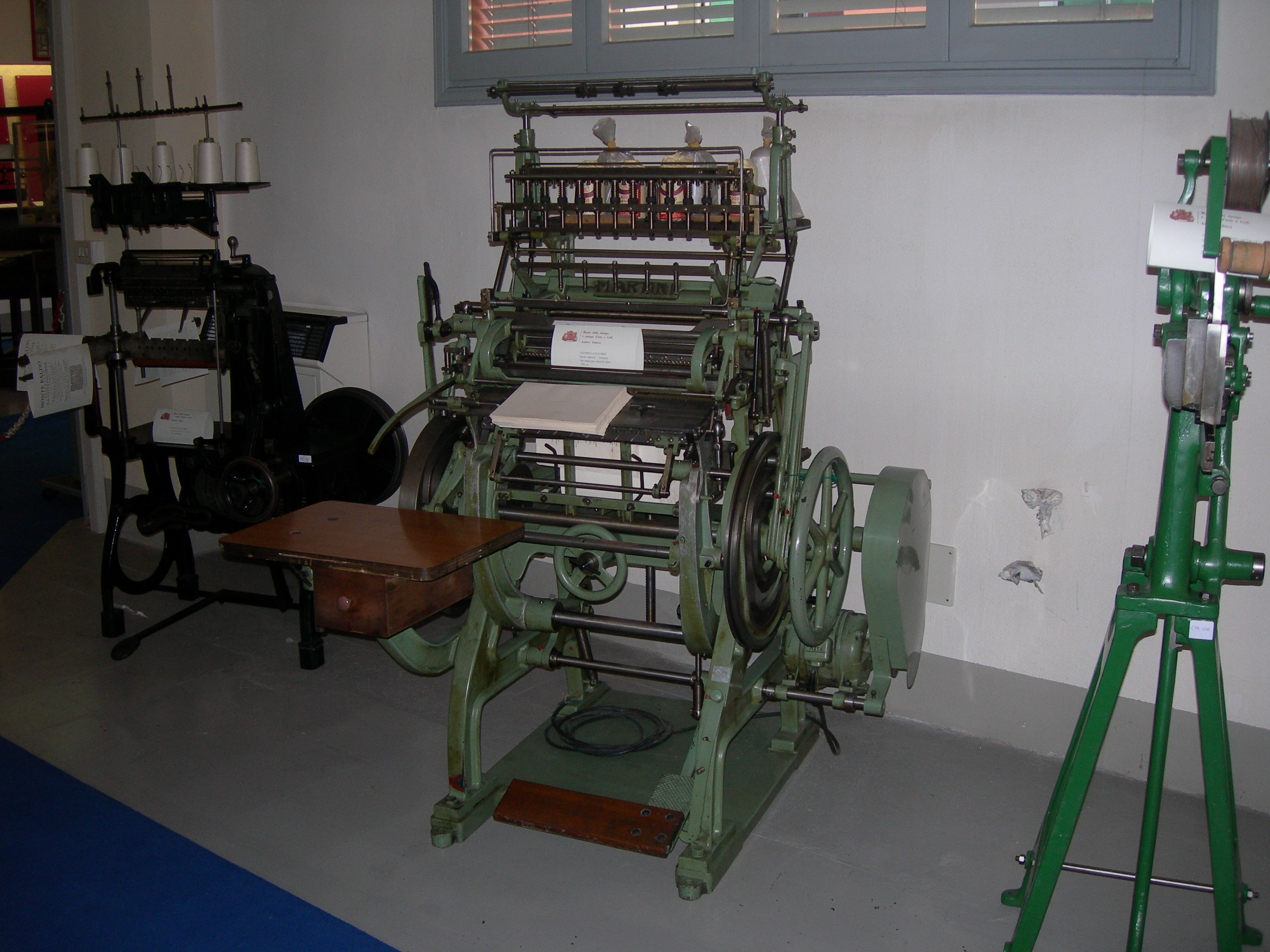
Rilegatrice
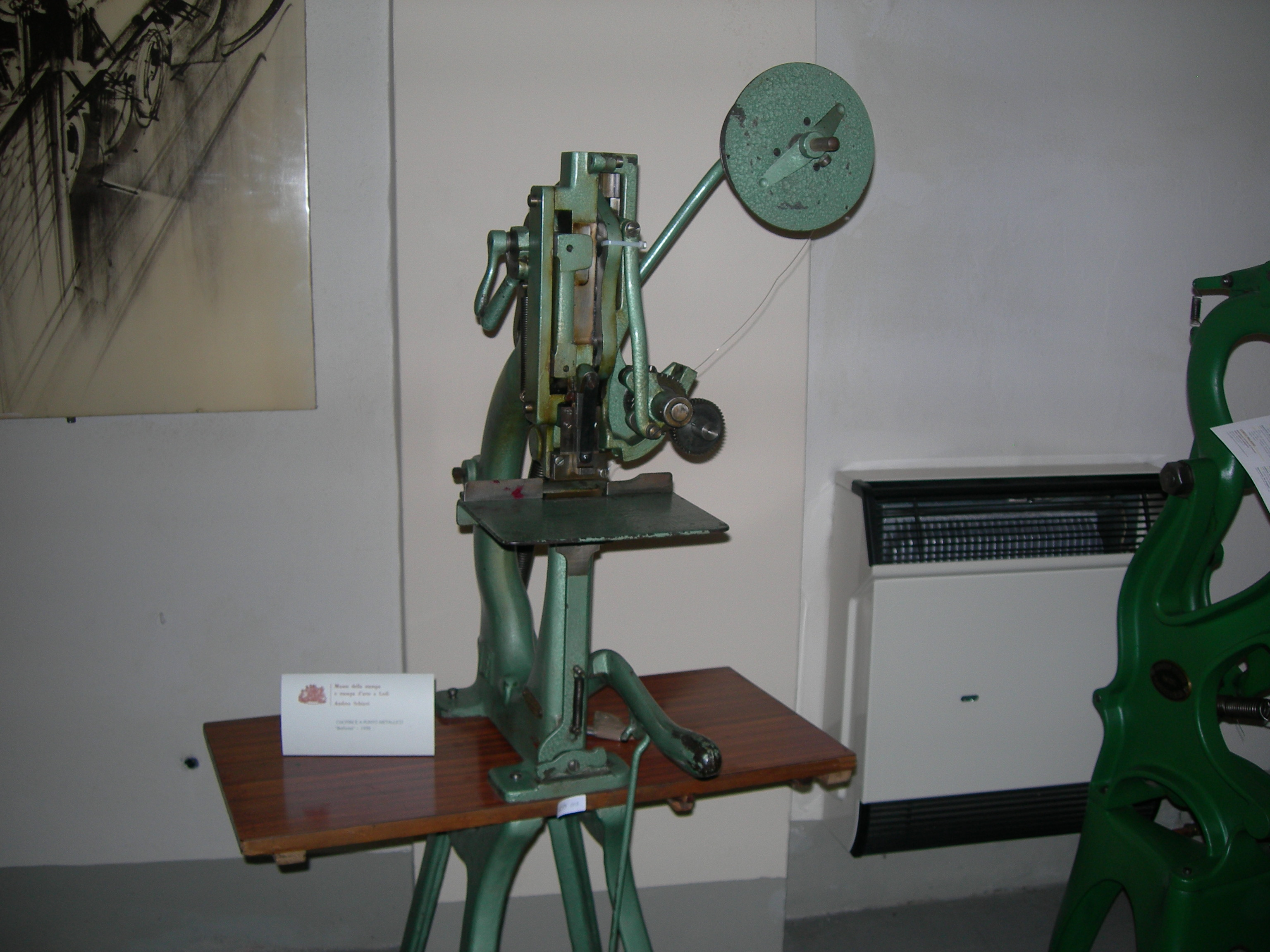
Rilegatrice
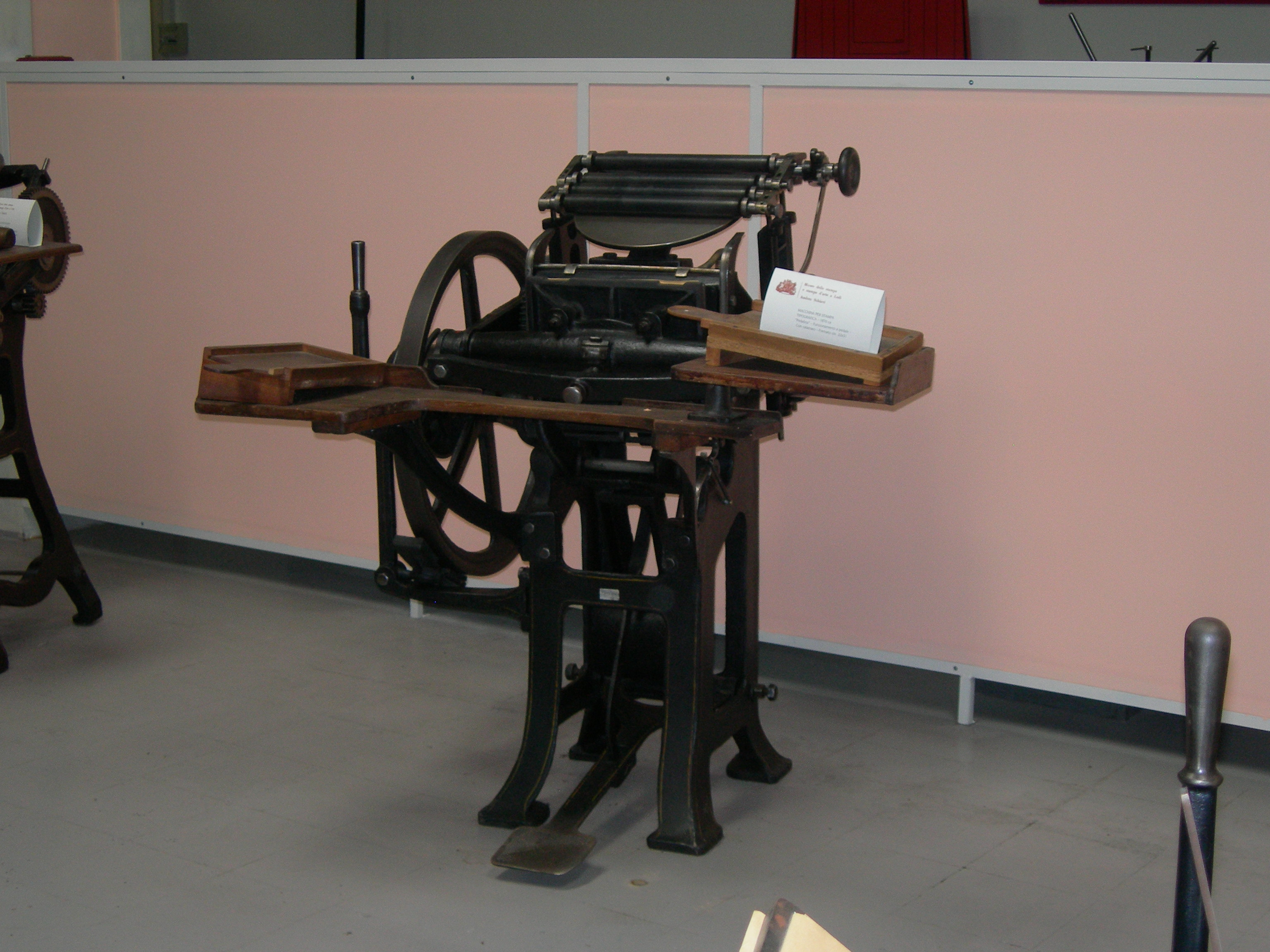
Rilegatrice
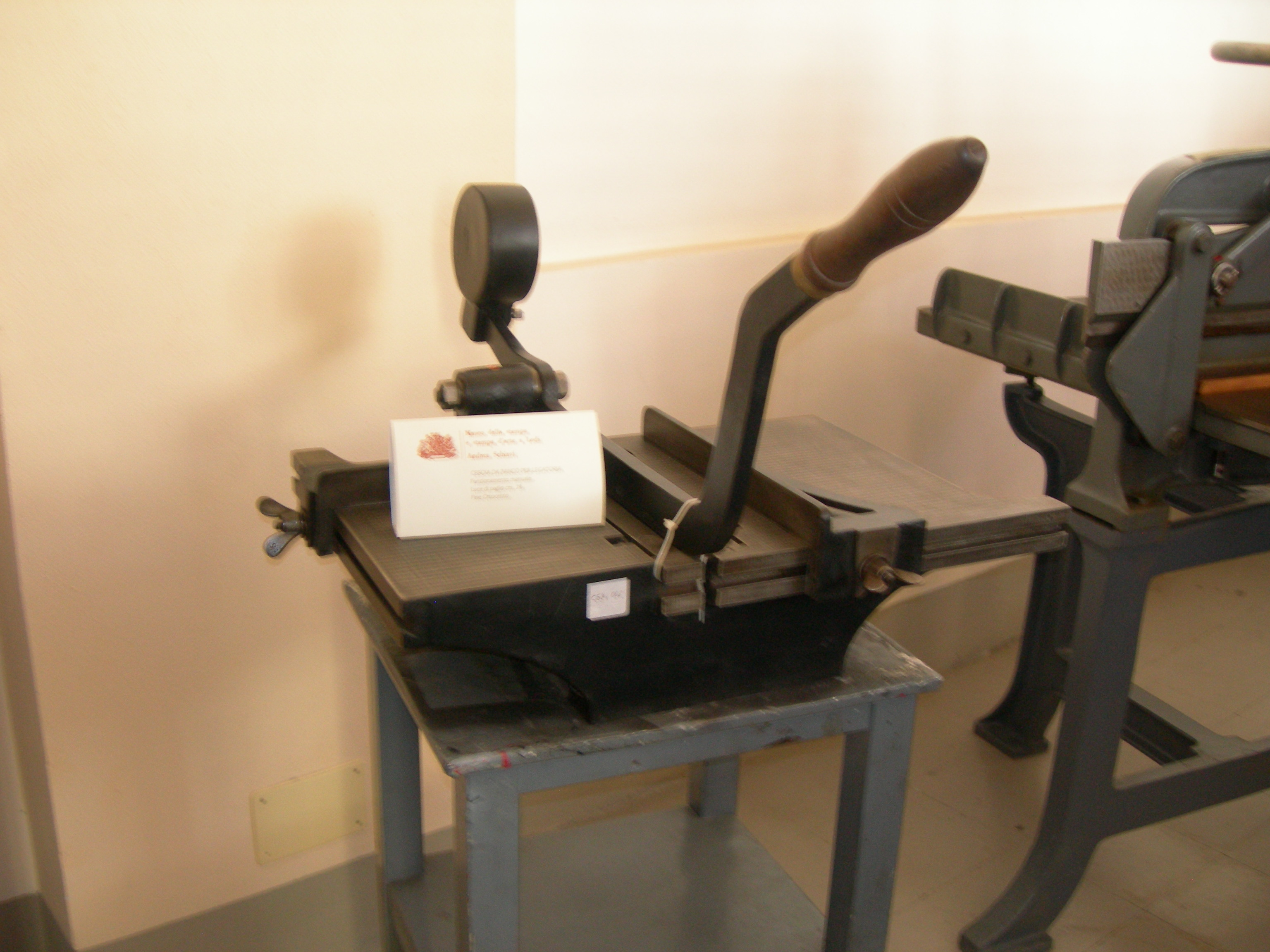
Rilegatrice